# Полудень (фільм)
«Полудень» (рос. «Полдень») — радянський художній фільм-драма 1931 року, знятий режисерами Олександром Зархі і Йосипом Хейфицем на студії «Совкіно» (Ленінград).

## Сюжет
Про боротьбу сільського комсомольського осередку та робітника-двадцятип'ятитисячника з куркулями. З міста в глухе село Диковку приходить звістка про те, що тракторний завод знаходиться в прориві і обіцяний селянам трактор надіслано не буде. Ця звістка підриває віру селян у силу колгоспу, який тільки що утворився. Колгосп опиняється на межі розвалу. Для зміцнення сільського активу у Диковку з заводу посилається молодий робітник Борис Шилін — двадцятип'ятитисячник. У важкій обстановці починає свою роботу Шилін. У селі відкрито орудують куркулі, що пробралися до сільради. Комсомольський осередок слабкий, на його чолі стоїть Колька — син куркуля Єрофєєва. Але труднощі не лякають молодого робітника. Разом з комсомольцями села Шилін викриває куркулів і за допомогою сусіднього потужного колгоспу «Рівне» знову організовує в Диковці сільськогосподарську артіль. Синка Єрофєєва з ганьбою виганяють з комсомолу. Озлоблений куркульський годованець вбиває Бориса Шиліна. Але ніщо вже не в силах зупинити затвердження нового. Широким фронтом по колгоспному полю рухаються кінні плуги, якими замінено відсутній трактор.

## У ролях
- Федір Богданов — Єрофєєв, куркуль
- Петро Віцинський — Колька, син Єрофєєва, гармоніст
- Олег Жаков — Борис Шилін, двадцятип'ятитисячник
- Федір Славський — голова сільради
- Олександр Мельников — Сашка
- Дмитро Жиряков — Митька, гармоніст
- Костянтин Назаренко — епізод
- Тамара Макарова — комсомолка

## Знімальна група
- Режисери — Олександр Зархі, Йосип Хейфиц
- Сценаристи — Олександр Зархі, Арнольд Колбановський, Йосип Хейфиц
- Оператор — Михайло Каплан
- Художник — Олена Аладжалова